# Архиепархия Задара
Задарская архиепархия (хорв. Zadarska nadbiskupija) — католическая архиепархия латинского обряда в Хорватии с центром в городе Задар. Одна из пяти архиепархий страны. В отличие от других четырёх архиепархий не является митрополией и находится в прямом подчинении Святому Престолу.
Наряду с хорватским названием «Задар» для обозначения архиепархии применяется и итальянское название города — «Зара».

## История
Епархия Задара основана около 400 года, из существующих в настоящее время хорватских епархий старше её лишь сплитская и поречская. Задарский епископ упомянут в списке папы Григория Великого. Город Задар в период с VII по начало XV века многократно переходил из рук в руки: он принадлежал франкам, хорватскому королевству, Венеции, был столицей византийской Далмации. Частая смена власти приводила к неоднократному изменению роли и статуса задарского епископа. В конце VIII — начале IX века епископом Задара был святой Донат, в настоящее время один из покровителей Задара. В 1054 году Задарская епархия получила статус архиепархии. Под властью Венеции задарские архиепископы подчинялись патриарху Градо (с 1451 года патриарху Венеции).
В 1932 году с архиепархии был снят статус митрополии, с 1948 года Задарская архиепархия находится в прямом подчинении Святому Престолу. В то же время архиепископ Задара входит в состав конференции католических епископов Хорватии.

## Современное состояние
По данным на 2014 год в архиепархии Задара насчитывалось 161 751 католика (95,7 % населения), 117 священника и 117 приходов. Кафедральным собором епархии является собор Святой Анастасии, один из семи хорватских соборов, имеющих почётный статус «малой базилики». Епархию с 15 марта 2010 года возглавляет архиепископ Желимир Пулич (Želimir Puljić).

## Архиепископы
- Бласиус Молино (Blasius Molino) (1420—1427), Патриарх Градо)

(…)
- Полидоро Фоскари (1449 — 1450)

(…)
- Франческо де Писауро (Francesco de Pisauro) (1505—1530), Патриарх Константинополя латинского обряда

(…)
- Кардинал Эгидий из Витербо (Egidio da Viterbo) (1530—1532) (как апостольский администратор)

(…)
- Кардинал Луиджи Корнаро (Luigi Cornaro) (1554—1555);

(...)
- Вицко Змаевич (Vicko Zmajević) (1713—1745);

(…)
- Джузеппе Годеасси (Giuseppe Godeassi) (1843—1861);
- Пьетро Алессандро Доимо Маупас (Pietro Alessandro Doimo Maupas) (1862—1891);
- Георг Райчевич (Georg Rajcevic) (1891—1899);
- Маттиа Дворник (Mattia Dvornik) (1901—1910);
- Винценчо Пулишич (Vincenzo Pulisic) (1910—1922);
- Пьетро Доимо Мунцани (Pietro Doimo Munzani) (1933—1948);
- Мате Гаркович (Mate Garković) (1960—1968);
- Марьян Облак (Marijan Oblak) (1969—1996);
- Иван Пренджа (Ivan Prenđa) (1996—2010);
- Желимир Пулич (Želimir Puljić) (2010—2023);
- Милан Зграблич (Milan Zgrablić) (2023 — по настоящее время).